# Torneo de Biel 2017
El Ladies Open Biel Bienne 2017 fue un evento de tenis WTA International en la rama femenina. Se disputó en Biel (Suiza), en el complejo de Centro de Tenis de Suiza Roger Federer Allee, en canchas de pista dura bajo techo, entre el 10 y el 16 de abril de 2017 en los cuadros principales femeninos. La etapa de clasificación se disputó desde el 8 de abril.

## Cabezas de serie

### Individuales femeninos
| Tenista          | Ranking | Preclasificada |
| Barbora Strýcová | 18      | 1              |
| Carla Suárez     | 25      | 2              |
| Tímea Babos      | 30      | 3              |
| Roberta Vinci    | 34      | 4              |
| Laura Siegemund  | 37      | 5              |
| Alizé Cornet     | 44      | 6              |
| Julia Görges     | 46      | 7              |
| Monica Niculescu | 47      | 8              |

- Ranking del 3 de abril de 2017

### Dobles femeninos
| Tenista                       | Ranking | Preclasificada |
| Xenia Knoll Demi Schuurs      | 99      | 1              |
| Hsieh Su-wei Monica Niculescu | 102     | 2              |
| Raluca Olaru Olga Savchuk     | 104     | 3              |
| Elise Mertens Heather Watson  | 156     | 4              |

## Campeonas

### Individuales femeninos
Markéta Vondroušová venció a  Anett Kontaveit por 6-4, 7-6(6)

### Dobles femenino
Su-Wei Hsieh /  Monica Niculescu vencieron a  Timea Bacsinszky /  Martina Hingis por 5-7, 6-3, [10-7]